# Вільгельм I (герцог Баварії)
Вільгельм I (Wilhelm I, 12 травня 1330  ,Франкфурт-на-Майні— 15 квітня 1389) — герцог Баварії у 1347—1349 роках, герцог Нижньої Баварії у 1349—1353 роках, герцог Баварія-Штраубінський у 1353—1388 роках, граф Голландії у 1354—1388 роках (як Вільгельм V), граф Зеландії у 1354—1388 роках (як Вільгельм VI), граф Геннегау у 1356—1388 роках (як Вільгельм III).

## Життєпис

### Правління Баварією
Походив з династії Віттельсбахів. Син Людвіга IV, імператора Священної Римської імперії та герцога Баварського, і Маргарити Голландської. 
У 1347 році після смерті батька Вільгельм I став правити Баварією разом зі своїми братами Людвігом V, Людвігом VI, Стефаном II і Альбрехтом I.
Втім доволі швидко в державі настав розгардіяш через велику кількість правителів з політичними амбіціями. Тому Стефан II разом з братами домовився про розподіл герцогства. У 1349 році за ландсберзькою угодою Вільгельм I разом з братами Стефаном II і Альбрехтом I отримав в спільне управління герцогство Нижня Баварія. За згодою матері, а також братів Людвіга VI і Альбрехта I, які відмовилися на його користь, отримав  графства Голландія, Зеландія і Геннегау.

### Правління Голландією, Зеландією та Геннегау
Разом з тим Вільгельм I стикнувся з протистоянням з боку місцевої знаті, яка була більш наближеною до його матері, що була з 1345 року управителькою Голландії, Зеландії та Геннегау.
У 1350 році знать Голландії попросила матір Вільгельма I — Маргариту — повернутися на батьківщину і взяти графський титул на себе. У відповідь на це 23 травня 1350 року прихильники Вільгельма I (міста Дордрехт, Делфт, Лейден, Гарлем, Амстердам, Алкмар, Роттердам і Влардінген, аристократичні роди Егмонд, Аркель, Геемскерк) сформували Лігу Тріски. У відповідь 5 вересня була створена Ліга Гачка (основу становили аристократи Бредероде, Дуівенвурд, Поланен). Мати пропонувала йому відмовити від Зеландії за щорічну платню у 2000 флоринів.
Незабаром почалася громадянська війна. 1351 року Едуард III, король Англії, прийшов на допомогу Маргариті, яка у морській битві при Віре здобула перемогу над флотом Вільгельма I. Втім у битві на суходолі — біля Вальардінгені — перемогу здобули прихильники Вільгельма I. 1352 року оженився в Лондоні на доньці Генріха Ланкастера. Цим здобув підтримку короля Англії.
Протягом 1353 року Вільгельм I домігся повного успіху. 7 грудня 1354 року в місті Монс (столиці Геннегау) Маргарита I замирилася з Вільгельмом I, якого було визнано графом Голландії і Зеландії, а той сплатив одноразово матері 40 тис. гульденів та погодився на щорічну сплату 7000 флоринів. У 1356 році Маргарита померла, а Вільгельм успадкував титул графа Геннегау. Втім, Вільгельм I відмовився складати присягу на засіданні Генеральних Штатів у Геертрюденберзі. У 1357 році після хвороби правителя почалася нова війна між Лігами Тріски та Гачка.

### Герцог Баварія-Штраубінський
Тим часом 1353 року герцогство Нижня Баварія було розділено за домовленістю в Регенсбурзі зі зведеним братом Стефаном II. Вільгельм I разом з братом Альбрехтом I отримали в спільне управління Баварсько-Штраубінське герцогство. При цьому Вільгельм I став правити у північній частині цього герцогства.
У 1357 році Вільгельм I почав виявляти ознаки божевілля — намагався без жодного приводу вбити лицаря Герарда ван Лайнтінга. У 1358 році Вільгельма I було заарештовано й запроторено до замку Ле-Кенуа, де і залишався до кінця життя. Регентом його володінь став брат Альбрехт. У 1388 році його володіння остаточно отримав Альбрехт I. Помер Вільгельм I у 1389 році.

## Родина
Дружина — Матильда, донька Генріха Плантагенета, герцога Ланкастера.
Діти:
- донька (1353—1356)

Бастарди:
- Вільгельм
- Єлизавета (1350—1415), дружина Брустіджна Янса ван Гервіджена, сеньйора Ставенісс